# Antonio Semino

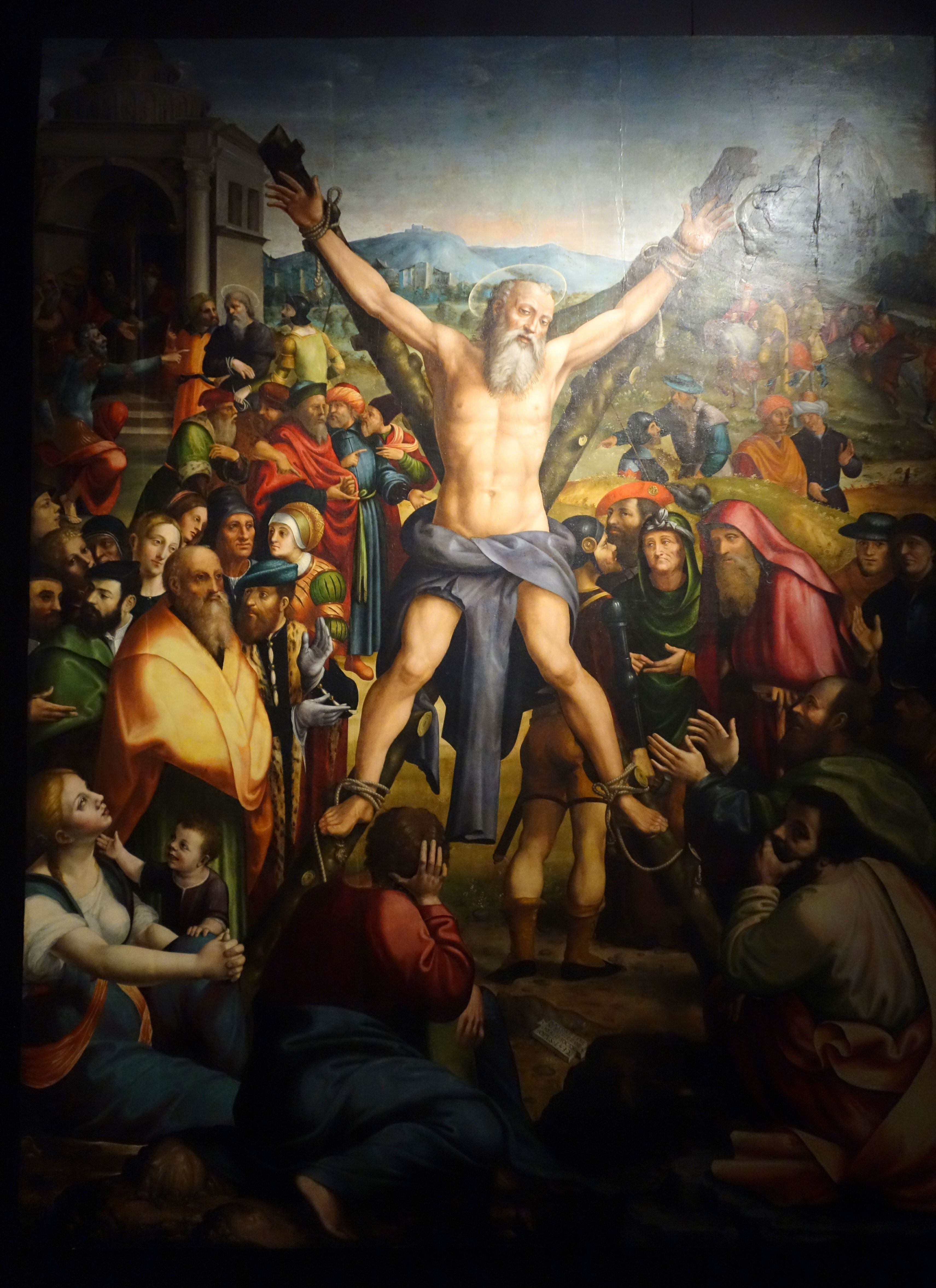
Martirio de San Andrés, 1532. Génova, Museo Diocesano.

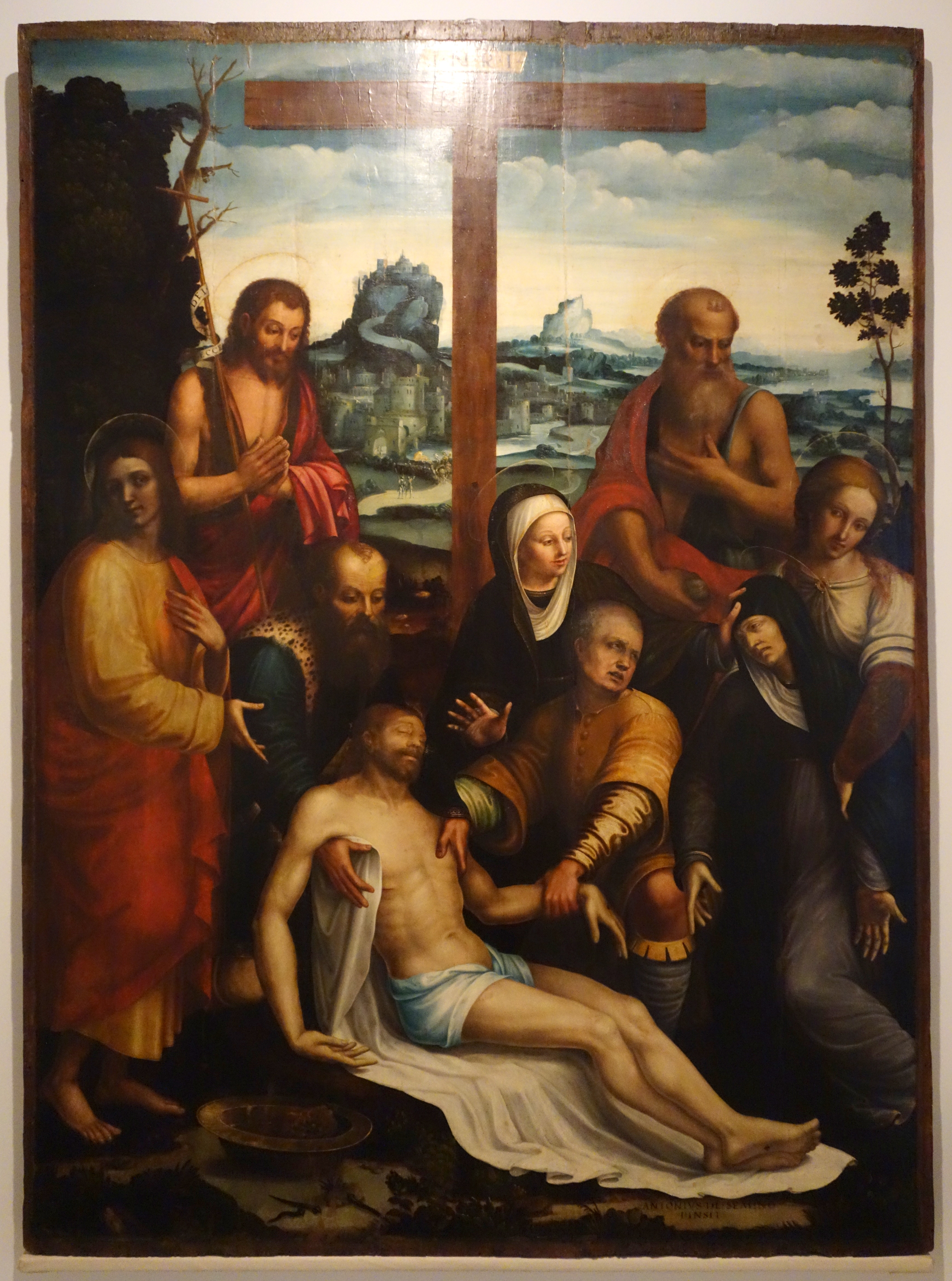
Descendimiento de la cruz, Génova, Accademia Ligustica di Belle Arti.

Antonio Semino (Génova, c. 1485-1554/1555) fue un pintor italiano, cabeza de una familia de artistas.

## Biografía
Según Soprani se formó con Ludovico Brea, pintor de Niza temporalmente establecido en Génova, teniendo como condiscípulo a Teramo Piaggio, con quien posteriormente formaría una sociedad y colaboraría en alguna de sus obras. En 1520 se fecha el primer encargo conocido: cuatro Misterios de la Pasión para los disciplinantes del oratorio de Santa María Magdalena en Quezzi (Génova). Inscrito en el arte dei pittori, en el ejercicio 1524/1525 y en 1535 fue elegido cónsul de la corporación. Su creciente prestigio viene confirmado por el encargo, recibido en 1527, de trabajar en la decoración del coro de la catedral de San Lorenzo, pero la primera obra notable conservada es el Martirio de San Andrés (Génova, Museo Diocesano), pintado para el altar mayor de la destruida iglesia dedicada al apóstol, obra firmada y fechada «Antonii Cemini / et Therami / Zoalii sociorum / opus 1532». En ella corresponderían a Semino las monumentales figuras del primer término y a Teramo Piaggio las más menudas y narrativas del segundo plano, con el paisaje y las arquitecturas fantásticas. Un Nacimiento de Cristo en la iglesia de Santo Domingo de Savona, firmado «Antonius Seminus Genuensis faciebat 1535», habría sido pintado en aquella ciudad, a la que habría sido llamado según Soprani por los «Signori Riarii» para trabajar en su capilla de la citada iglesia.
En los primeros meses de 1537 se comprometió junto con el escultor Nicolà de Corte a trasladarse a Granada o a donde les ordenase Álvaro de Bazán para trabajar en su servicio, para lo que se les adelantaban cien escudos de oro imperiales. No se tienen más datos de su paso por Granada ni del trabajo que pudiese realizar en ella, pero hasta 1543 según la documentación conservada no reaparece en Génova.
De la última etapa de su actividad, tras el regreso a Génova, es el Descendimiento de la cruz de la iglesia de Nostra Signora della Consolazione (Génova), que Soprani dice fechado en 1547, elogiando su paisaje. Se documenta además su participación, un año después, en las decoraciones efímeras y aparato festivo con motivo del paso por Génova del príncipe Felipe de Habsburgo y una nueva elección como cónsul del arte en 1548/1549.
Padre de Andrea y Ottavio Semino, ambos también pintores, en una escritura referida a su hijo Andrea, fechada en agosto de 1555, se le cita ya como fallecido.